# Mikoyan MiG-35
O Mikoyan MiG-35 (Nome de código da OTAN Fulcrum-F) é um caça desenvolvido a partir do caça de elevado custo de manutenção MIG 29M/M2. É classificado como um caça a jato geração 4++ pela Mikoyan-Gurevich. O primeiro protótipo foi uma modificação da aeronave, que anteriormente serviu como o modelo de demonstração MIG 29M/M2. 10 protótipos foram construídos até agora e estão atualmente sujeitos a extensivos testes de campo. A MIG Corporation apresentou oficialmente o MIG 35 na Aéro Índia 2007. Foi relatado que o MiG-35 fez o seu caminho de Moscou para Bangalore, em menos de três horas, assistido de um reabastecimento em voo no caminho e voando a velocidades supersónicas. O MiG-35 foi apresentado oficialmente quando o ministro russo da Defesa, Sergei Ivanov, visitou Lukhovitsky Machine Building Plant "MAPO-MIG". A versão monoposto é designado MiG-35, e da versão de dois lugares é MiG-35D. O caça melhorou muito seus aviônicos, sistemas de armas, o novo radar AESA, Sistema Localizador Ótico que inclusive foi exclusivamente projetado e que livra a aeronave de precisar de interceptação controlada pelo solo (GCI),o que permite realizar missões multi-tarefas de forma independente.

## Desenvolvimento

### Origem
Houve referências no final da década de 1980 para um projeto muito diferente também identificado como "MiG-35". Este projeto foi um único avião de combate ar-ar e papéis secundários ar-terra. De acordo com fontes indianas não identificados a aeronave foi avaliada pelos pilotos indianos na União Soviética e provavelmente foi sugerido como uma alternativa para o LCA indiano a ser desenvolvido naquele momento.
O MiG-35/MiG-35D apresenta os mais recentes avanços em caças de aumento de eficiência de combate, universalidade e características operacionais em relação aos MiG-29K/KUB e MiG-29M/M2.  As principais características do novo projeto são os  sistemas de quinta geração de informação e de observação , a compatibilidade com a aplicação de armas de origem russa e estrangeira e uma variedade integrada dos sistemas defensivos para aumentar a capacidade de sobrevivência de combate. O novo design global ultrapassa os conceitos de design do modelo de base e permite que a nova aeronave possa realizar missões de multi-função de grande escala como os seus homólogos ocidentais.
Novos aviônicos são destinados a ajudar os MiG-35 para obter a superioridade aérea, bem como para executar sob todas condições meteorológicas ataques ar-terra de precisão, reconhecimento aéreo com equipamentos opto-eletrônico e radar e para realizar missões conjuntas complexas.
Outras melhorias tecnológicas e estructurais  também foram introduzidas para aumentar a capacidade da aeronave para conduzir operações independentes. Por exemplo, uma usina de geração de oxigênio foi adicionado. A RAC MiG e a empresa italiana GEM-Elettronica assinaram um Memorando de Entendimento para fornecer o MIG-35 com um novo sistema multifuncional de auto-proteção denominado jammer.

### Apresentação na Aero Índia 2007

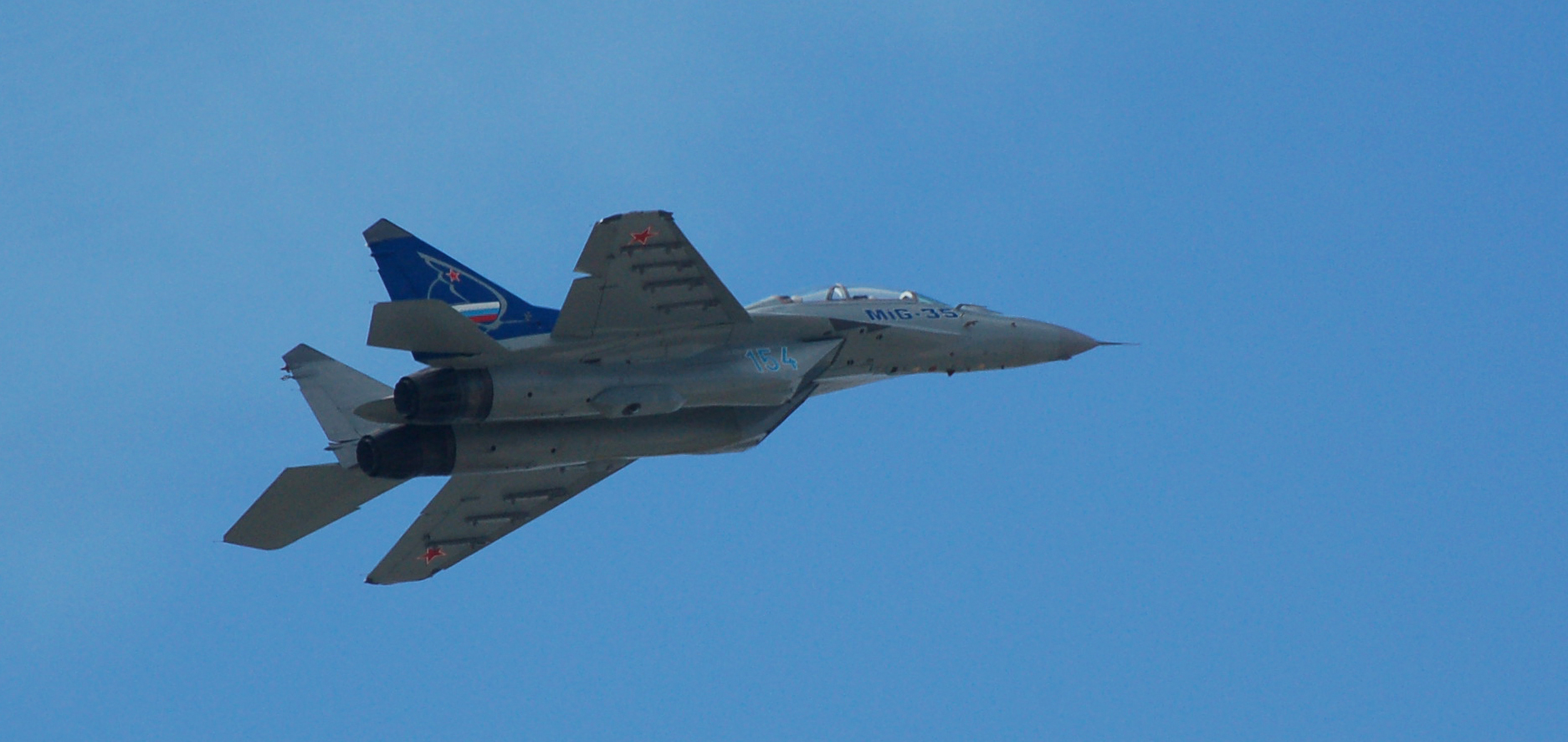
MIG-35D na Aero India 2007

A Rússia revelou o MiG-35 na Aero India 2007  em Bangalore, em meio a entusiasmo de Moscou de vender esses aviões para a Índia.
O MiG-35 era um candidato,juntamente com o Eurofighter Typhoon, F/A-18E /F Super Hornet, Dassault Rafale, JAS 39 Gripen e F-16 Falcon na competição indiana MRCA para a aquisição de 126 aviões de combate multifunção a serem adquiridos pela força aérea indiana. O MiG-35 foi afastado da competição em abril de 2011.

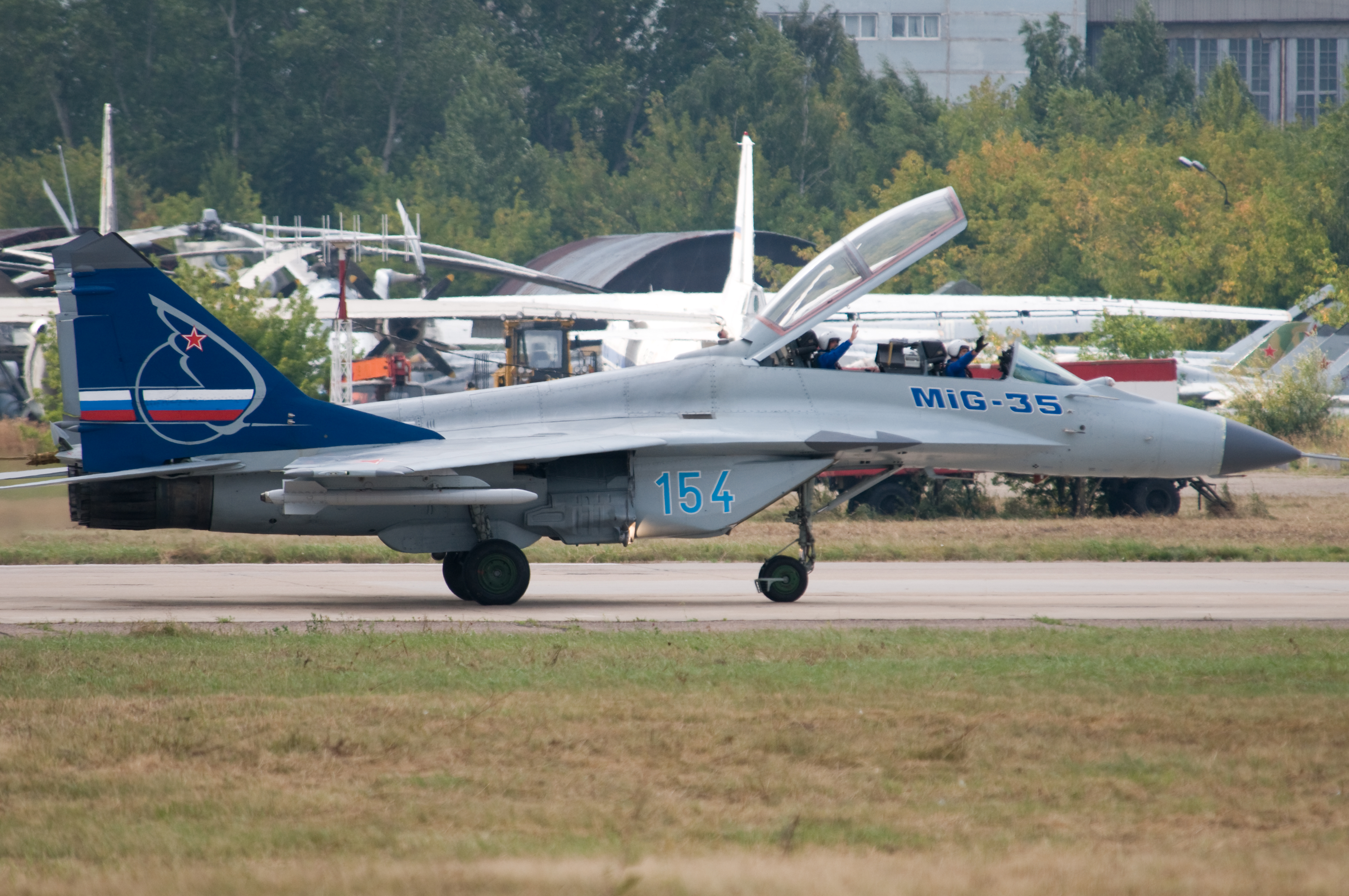
MIG-35 na MAKS 2009

Durante a Aero India 2007, pela primeira vez a versão final do caça MiG-35 foi exibido em um show aéreo internacional. Anteriormente, apenas o protótipo MiG-29OVT do MiG-35 havia sido mostrado ao público em shows aéreos na Rússia e no Reino Unido em 2006.Ele foi novamente demonstrado na Aero India 2009, realizada na Base Aérea de Yelahanka perto de Bangalore, onde foi pilotado por um piloto da Força Aérea  Indiana.
Em abril de 2010, fotos e informações adicionais vieram à tona de dois novos MiG-35 de demonstração, de assento único MiG-35 Bort "961", e de dois lugares MiG-35D "967". De acordo com a imprensa russa, eles voaram pela primeira vez no início do outono de 2009, e, posteriormente, eles participaram de ensaios MMRCA na Índia a partir de outubro de 2009. Ambos têm uma elevada afinidade com as fuselagens MiG-29K/KUB anteriores, com a visível imediato diferença sendo o paraquedas de travagem instalado no lugar do gancho presente na aeronave naval.  Posteriormente MiG-35D "967" parece ter sido equipado com um radar AESA semelhante ao montado o MiG-35 mais antigos MiG-35 Bort "154 ", identificável pelo radome nariz curto cinza-escuro.
Em maio de 2013, foi relatado que a Rússia planeja encomendar 37 aeronaves.  Em 17 de agosto de 2013, o Ministério da Defesa da Rússia informou que a compra no valor de 37 bilhões de rublos (1,1 bilhões dólares) será adiada até 2016. O atraso foi causado por cortes de gastos com armas pelo estado.
A MiG Company prometeu prontidão para oferecer seus caças para o Egito,prontidão essa que será reforçada pela visita do presidente russo, Vladimir Putin ao Cairo no início de fevereiro 2015.
A  MiG Corporation está pronta para fornecer os MiG-35  para o Egito,que deve solicitá-los. Sergei Korotkov, cabeça  da MiG disse na exposição Aero India-2015, "Se o Egito decidir comprar nossos caças, teremos o maior prazer para prepará-los e fornecê-los. Se eles pretendem manter conversações com a gente, vamos negociar com eles ", acrescentando que a empresa não tem qualquer objecção a este tipo de cooperação. No ano passado, Korotkov disse que sua empresa planeja manter conversações no Egito sobre um acordo Rússia-Egito sobre a aquisição de caças MiG-35.

## Design

### Visão geral

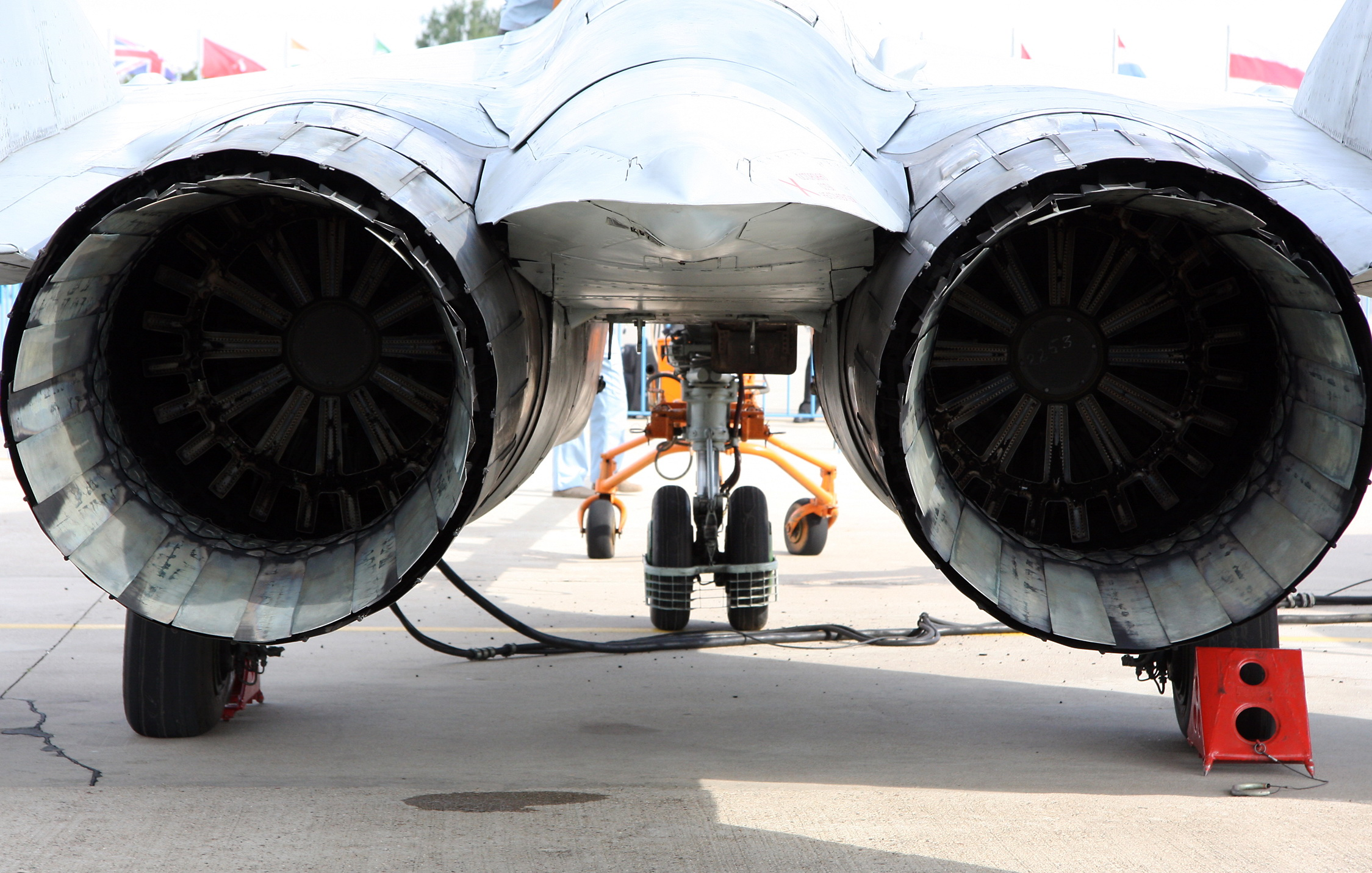
Bocais dos motores do MIG-35

As mudanças mais importantes são o ativo radar Phazotron Zhuk-AE ,scanner eletrônico de varredura ativa (AESA), os motores RD-33MK e do Sistema Localizador Ótico recém-projetado, OLS-35.
A configuração final dos equipamentos de bordo do MiG-35  foi deixada aberta intencionalmente usando o barramento MIL-STD-1553 .
A principal vantagem de uma configuração de arquitetura aberta para seus aviônicos é que os futuros clientes terão opções para escolher a partir de componentes e sistemas fabricados pela Rússia, Estados Unidos, França e Israel. O Ramenskoye Design Company atuará como integradora dos sistemas.

### Propulsão
Os motores RD-33MK "Morskaya Osa" (em cirílico: Морская Оса, literalmente: "Vespa Marinha" ou Chironex Fleckeri) foram instalados pela nova modificação. Trata-se da mais recente versão do RD-33, destinados originalmente ao MiG-29K e MiG-29KUB. Tem 7% mais energia em comparação com o modelo de base, devido à utilização de materiais modernos nas lâminas arrefecidas, fornecendo uma pressão mais elevada de 9000 kgf. Em resposta às críticas anteriores, os novos motores não produzem fumaça e incluem sistemas que reduzem a visibilidade infravermelho e óptico. Os motores podem ser equipado com bocais de escape vetorizado, o que resultaria um aumento na eficiência do combate por 12% a 15% .
O variante do motor RD-33OVT vem com bicos de empuxo vetorizados, e pode direcionar impulso em duas direções ou aviões.Desde 2012, o único em serviço e em produção utilizando esta tecnologia é Su-35. Outras aeronaves com vetorização de empuxo atuais,como o Su-30MKI e o F-22, têm bicos de cada vetor em um avião.

### Sensores
Novas modificações incluem a  varredura eletrônica ativa (AESA) radar recém-rolado para fora Phazotron Zhuk-AE. O radar Phazotron Zhuk-AE AESA oferece uma ampla gama de frequências de operação, proporcionando mais resistência a contramedidas eletrônicas (ECM), mais faixa de detecção, mais ar e alvos terrestres detectados, rastreados e capaz de ser contratado simultaneamente. O radar é pensado para ter alcance de detecção de 160 km (86 milhas náuticas) para alvos aéreos e 300 km (160 milhas náuticas) para navios.

## Usuários
- Rússia

### Aviões similares
- Eurofighter Typhoon
- Rafale
- F/A-18E/F Super Hornet
- Saab JAS 39 Gripen E/F